# Стежки (Смоленская область)
Стежки — деревня в Смоленском районе Смоленской области России. Входит в состав Лоинского сельского поселения. Население — 28 жителей (2007 год). 
Расположена в западной части области в 40 км к северо-западу от Смоленска, в 1 км восточнее автодороги Р133 Смоленск — Невель, на берегу реки Строчанка. В 27 км южнее деревни расположена железнодорожная станция Лелеквинская на линии Смоленск — Витебск. 

## История
В годы Великой Отечественной войны деревня была оккупирована гитлеровскими войсками в июле 1941 года, освобождена в сентябре 1943 года. 